# Kompetitiva inhibitorer
Kompetitiva inhibitorer är reversibla inhibitorer som tävlar med substratmolekylerna om att binda till den aktiva ytan. Ett exempel är malonsyra som agerar som en tävlande inhibitor till enzymet succinatdehydrogenas där det tävlar med substratet bärnstenssyra om att binda till den aktiva ytan.